# Christien Anholt
Christien Anholt (London, 1971. február 25. –) angol színész.
Leginkább Az elveszett ereklyék fosztogatói című televíziós sorozatból ismert, ahol Tia Carrere partnere volt.

## Élete és pályafutása
Tony Anholt színész és Sheila Wallet házasságából született, a szülei 1986-ban elváltak. Apai ágról holland származású. Gyerekkora óta színész akart lenni, első szerepét a Találkozás című filmben kapta 1989-ben. Filmes szerepei mellett színházban is játszik. Az elveszett ereklyék fosztogatói Love Letter című epizódjában édesapjával együtt szerepelt.

## Filmográfia
- Ben 10: Harcban az idővel (2007)
- Flyboys – Égi lovagok (2006)
- Sötét zug (2006)
- Kaland Bt. (2002)
- Az elveszett ereklyék fosztogatói (1999)
- Az idő bírái (1998)
- Appetite (1998)
- Meter Running (1996)
- Hard Times (1994)
- Bajtársak (1993)
- Elfújja a szél (1991)
- Találkozás (1989)